# 戈登坝

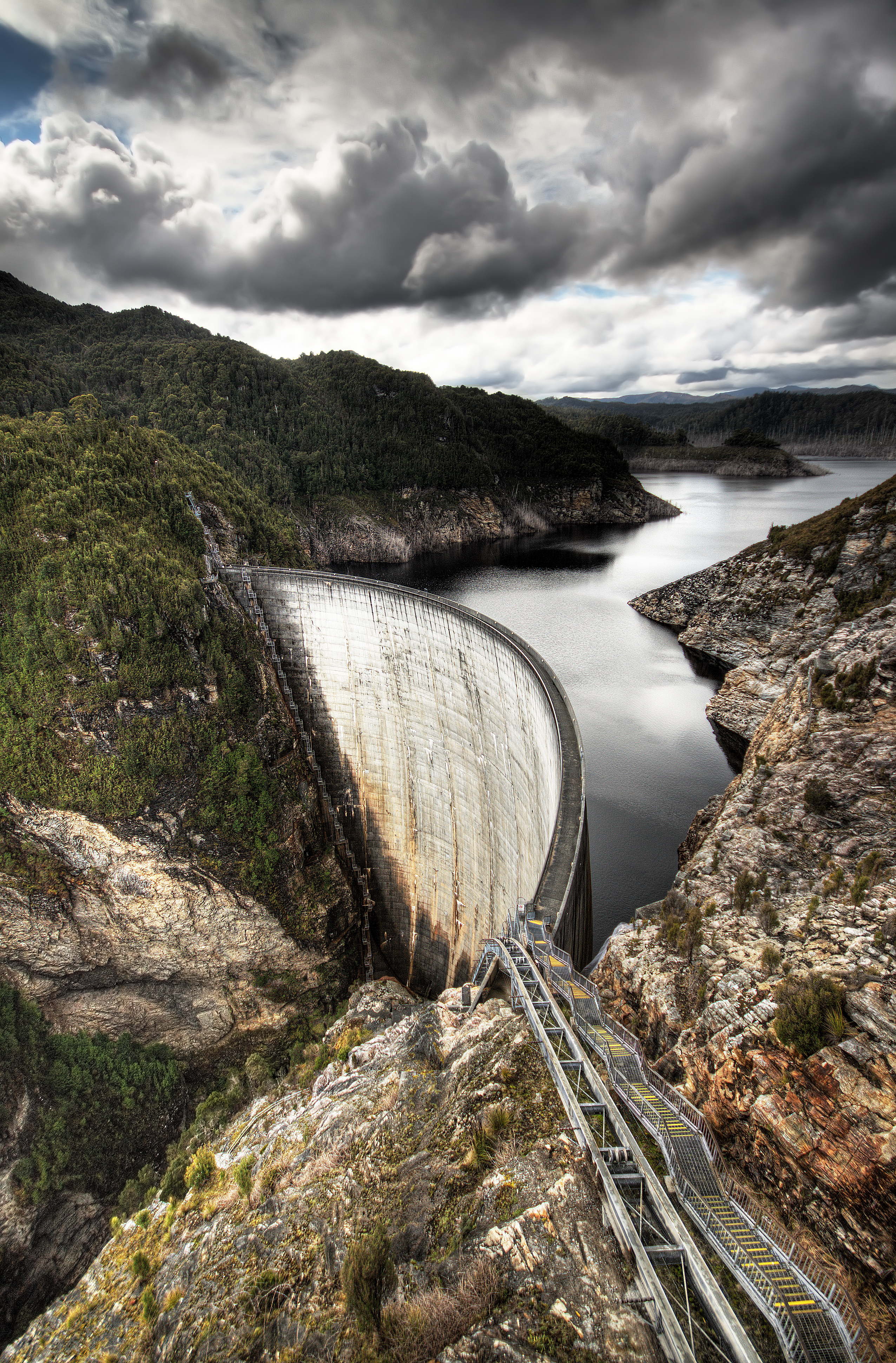
戈登坝

戈登坝（Gordon Dam）是澳大利亚塔斯马尼亚戈登河上的一个双曲拱形坝。它的高度为140米，是塔斯马尼亚最高的大坝，也是整个澳大利亚第五高坝。
1963年，澳大利亚联邦政府给塔斯马尼亚的水力公司HEC提供了500万澳元，来建造戈登河路，从梅德纳到戈登河所在的西南荒原。 1964年开始了这项工程，1967年HEC所支持的塔斯马尼亚州议会通过《戈登河水力开发》（Gordon River Power Development）。
戈登坝落成时是戈登河上唯一的一个水坝。戈登坝由HEC的主工程师塞尔吉奥·奎迪奇博士设计，他还设计了克洛蒂坝（Crotty Dam），该坝为HEC在大坝建设时代建造的重要大坝之一。
按照工程标准，戈登坝、戈登水电站、佩德湖（Lake Pedder）和戈登湖蓄水能力通常合并为一个工程。
然而，戈登大坝截留了戈登河，并形成了戈登湖。而佩德湖则由斯科特山峰坝形成，麦克卡尔坦斯运河将两个湖连接在一起。